# Gala
Gala je žensko osebno ime.

## Izvor imena
Ime Gala je različica moškega osebnega imena Gal.

## Pogostost imena
Po podatkih Statističnega urada Republike Slovenije je bilo na dan 31. decembra 2007 v Sloveniji število ženskih oseb z imenom Gala: 43.

## Osebni praznik
V koledarju je ime Gala skupaj z Galom; god praznuje 16. oktobra (Gal, opat, irski misijonar, † 16. okt. 646).